# Samsung GT-C3050
Samsung GT-C3050 – telefon komórkowy firmy Samsung. Maksymalny czas czuwania telefonu wynosi 400 godzin (16,7 dni), a rozmów 216 minut (3,7 godziny). Samsung C3050 pozwala zapisać do 1000 kontaktów w telefonie. Model ten można podłączyć do komputera poprzez złącze USB. Telefon ten pozwala wysyłać wiadomości SMS, MMS.

## Pozostałe funkcje
- Alarm wibracyjny
- Dyktafon
- MP3
- Radio
- Budzik
- Kalendarz
- Kalkulator
- Data
- Przypomnienie
- Organizer
- Zegar
- Timer
- Aparat 0,3 Mpx
- Przelicznik walut